# Theu Boermans
 (octobre 2018).
Si vous disposez d'ouvrages ou d'articles de référence ou si vous connaissez des sites web de qualité traitant du thème abordé ici, merci de compléter l'article en donnant les références utiles à sa vérifiabilité et en les liant à la section « Notes et références ».
Pour les articles homonymes, voir Boermans.
Theu Boermans, de son vrai nom Mattheus Augustinus Irene Carmen Boermans, né le 11 janvier 1950 à Willemstad, est un acteur et réalisateur néerlandais.

## Carrière
Il est marié avec la réalisatrice Paula van der Oest, avec qui il a eu deux enfants. Il est le père du réalisateur Bobby Boermans et de l'acteur Thijs Boermans.

## Filmographie
- 1975 : De laatste trein (nl) de Erik van Zuylen[4]
- 1983 : De Anna (nl) de Erik van Zuylen : Luc Hansen[5]
- 1985 : De Leeuw van Vlaanderen de Hugo Claus, Stijn Coninx et Dominique Deruddere[6]
- 1989 : 'Mijn Vader woont in Rio de Ben Sombogaart : Frits[7]
- 1990: Ava and Gabriel: A Love Story de Felix de Rooy[8]
- 1990 : Vigour (nl) de Frouke Fokkema[9]
- 1996 : De nieuwe moeder (nl) de Paula van der Oest : Gerard[10]
- 2001 : Zus et Zo de Paula van der Oest : Hugo[11]
- 2005 : Off Screen (nl) de Pieter Kuijpers[12]
- 2005 : Gruesome School Trip de Pieter Kuijpers[13]

### Réalisateur
- 1994 : 1000 Rosen[14]
- 2006 : L'élu[15]